# Палома Квятковскі
Палома Квятковскі (англ. Paloma Kwiatkowski, нар. 29 травня 1994) — канадська кіно- і телеакторка.

## Життєпис
Народилася у Ванкувері, проживає у Барнабі, Британська Колумбія. Її батьки переїхали до Канади з Польщі. Будучи ученицею середньої школи, Квятковскі брала участь у театральних виставах і кіновиробництві, була капітаном імпровізаційної команди, отримала стипендію для діючої програми. Після закінчення середньої школи в 2012 р., прийнята в програму фільмів університету Саймона Фрейзера, але вирішила відкласти своє зарахування.

### Кар'єра
У квітні 2012 р. було оголошено, що Квятковскі обрана на роль напівбогині Талії Грейс у фентезійному фільмі Персі Джексон: Море чудовиськ, прем'єра якого відбулася 7 серпня 2013 р.
Квятковскі грає головну роль у х/ф Сидячи на краю Марлен, екранізації книги канадського автора Біллі Лівінгстона. Екранізація вийде 2014 року. У серпні 2013 р. Палома отримала епізодичну роль Коді Бреннан у другому сезоні т/с Мотель Бейтса.

### Фільмографія

#### Фільми
| Рік  | Назва                         | Роль            | Примітки               |
| ---- | ----------------------------- | --------------- | ---------------------- |
| 2010 | Будь-якою ціною               | Тіффані         | Короткометражний фільм |
| 2013 | Персі Джексон: Море чудовиськ | Талія Грейс     |                        |
| 2013 | Шахрайство                    | Мадлен Шарбонье |                        |
| 2014 | Сидячи на краю Марлен         | Семмі           |                        |
| 2019 | Заколотниці                   |                 |                        |

#### Television
| Рік  | Назва         | Роль         | Примітки            |
| ---- | ------------- | ------------ | ------------------- |
| 2014 | Мотель Бейтса | Коді Бреннан | Регулярний персонаж |